# Bokij (herb szlachecki)

Herb Bokij według Gorczyna, Swacha, Ostrowskiego i Gajla

Herb Bokij według źródeł XVI wiecznych, a także Potockiego, Łakiera, Leszczyca i Znamierowskiego

Bokij (Bokiiw, Topor odmienny II) – polski herb szlachecki, używany przez kilkanaście rodzin. Józef Szymański uważa go za odmianę Topora.

## Opis herbu
Opis z wykorzystaniem zasad blazonowania, zaproponowanych przez Alfreda Znamierowskiego:
W polu czerwonym topór srebrny z zaćwieczonym krzyżem kawalerskim złotym.
W klejnocie pięć piór strusich.
Istnieją rozbieżności w źródłach co do kierunku topora, który na przestrzeni lat był kierowany w lewo bądź w prawo.

## Historia

### Najwcześniejsze wzmianki
Herb wzmiankowany po raz pierwszy w XVI wieku. Wymieniają go Gniazdo cnoty i Herby rycerstwa polskiego Paprockiego, Kronika Bielskiego i Orbis Polonus Okolskiego. Bielski nazywa go herbem własnym Boskich, Paprocki Toporem odmiennym. Nazwa Bokij pojawia się dopiero od XVII wieku. Zachowała się pieczęć z tym herbem, należąca do Hawryły Bokija, sędziego łuckiego (1569).
Juliusz Karol Ostrowski podaje, że Bokij to jeden ze starszych herbów ruskich.

### Ewolucja wizerunku
Źródła XVI-wieczne przedstawiają herb z toporem zwróconym w prawo. Jego barwy pozostają ustalone od XVI wieku. Nietypowe jest przedstawienie z pieczęci Hawryły Bokija, gdzie przekrzyżowane toporzysko.
Pierwszy raz zmiana kierunku topora nastąpiła w XVII wieku. Z toporem w lewo opisują Bokija Kleynoty... J. A. Gorczyna (1630, bez barw i klejnotu). Orbis Poloni Szymona Okolskiego (1641) oraz Poczet herbów... Wacława Potockiego (1696) przywróciły godłu prawy kierunek, opisały także barwy i klejnot.
Kolejnym źródłem, które przekazało lewy kierunek godła jest herbarzyk Antoniego Swacha (1705). Kierunek godła na prawy skorygował z kolei Niesiecki.
Również XIX-wieczny rosyjski heraldyk, Aleksander Borysowicz Łakier w Heraldyce rosyjskiej (1854) był zdania, że topór w herbie powinien być obrócony w prawo. Natomiast Juliusz Karol Ostrowski, autor Księgi herbowej rodów polskich (1897 – 1906) podaje, że herb powinien mieć ostrze w lewo, twierdząc wręcz, że prawy kierunek jest błędem Niesieckiego. Opinię Ostrowskiego podziela Stanisław Chrząński w Tablicach odmian herbowych. Z kolei Zbigniew Leszczyc w Herbach szlachty polskiej (1908) podaje znowu godło w prawo.
Opracowania współczesne, jak Herbarz polski od średniowiecza do XX wieku Tadeusza Gajla i Herbarz rodowy Alfreda Znamierowskiego, wobec rozbieżności w historycznych przekazach, nie zajmują wspólnego stanowiska na temat barw herbu. Tadeusz Gajl podaje godło w lewo. Alfred Znamierowski natomiast w prawo. Zgadza się z nim Józef Szymański

### Legenda herbowa
Kasper Niesiecki popiera tezę o ruskim pochodzeniu herbu, podając legendę o ruskim rycerzu, który pokonał wroga toporem:

W książąt Ruskich obozie, pewny rycerz, gdy na harc z poganinem wyjechał, z nim się gdy ściera, od broni odpadł: tymczasem poganin tym przypadkiem ucieszony, gwałtowniej go dojeżdża: nie mając się czem złożyć mężny rycerz, topor porwał, którym najezdnika swego z konia i z życia zwalił. Czemu przypatrując się książę Ruski, w nagrodę tej odwagi, do topora krzyż przydawszy, jemu i sukcesorom jego za herb nadał.

## Herbowni
Lista sporządzona została na podstawie wiarygodnych źródeł, zwłaszcza klasycznych i współczesnych herbarzy. Należy jednak zwrócić uwagę na częste zjawisko przypisywania rodom szlacheckim niewłaściwych herbów, szczególnie nasilone w czasie legitymacji szlachectwa przed zaborczymi heroldiami, co zostało następnie utrwalone w wydawanych kolejno herbarzach. Identyczność nazwiska nie musi oznaczać przynależności do danego rodu herbowego. Przynależność taką mogą bezspornie ustalić wyłącznie badania genealogiczne.
Pełna lista herbownych nie jest dziś możliwa do odtworzenia, także ze względu na zniszczenie i zaginięcie wielu akt i dokumentów w czasie II wojny światowej (m.in. w czasie powstania warszawskiego w 1944 spłonęło ponad 90% zasobu Archiwum Głównego w Warszawie, gdzie przechowywana była większość dokumentów staropolskich). Lista nazwisk znajdująca się w artykule pochodzi z Herbarza polskiego Tadeusza Gajla. Jest to dotychczas najpełniejsza lista herbownych, uzupełniana ciągle przez autora przy kolejnych wydaniach Herbarza. Występowanie na liście nazwiska nie musi oznaczać, że konkretna rodzina pieczętowała się herbem Bogoria. Często te same nazwiska są własnością wielu rodzin reprezentujących wszystkie stany dawnej Rzeczypospolitej, tj. chłopów, mieszczan, szlachtę.
Tadeusz Gajl wymienia następujące nazwiska:
Ako, Bokiej, Bokij, Bokwicz, Bołtuć, Bowgwił, Bowkiewicz, Kobrowski, Koliski, Kołyski, Kuliski, Kułyski, Pęcherzowski, Pieczychojski, Pieczyfostski, Pieczyhojski